# Vanessa van Hemert
Vanessa van Hemert (15 april 1980) is een voormalig Nederlands playback-zangeres van het tranceproject 4 Strings. Tussen 2000 en 2005 had ze met de groep hits als "Take Me Away (Into the Night)", "Diving" en "Let it Rain".

## Biografie
Van Hemert volgde tussen 2000 en 2004 de opleiding Communication en Design Management aan de Hogeschool Inholland in Rotterdam. In diezelfde periode was ze zangeres van het tranceproject 4 Strings, dat in 2000 werd opgericht door Carlo Resoort en Jan de Vos. De groep had succes met hun singles "Day Time" (2000) en "Into the Night" (2001) maar brak pas echt door toen de laatste werd voorzien van zang en het een jaar later onder de titel "Take Me Away (Into the Night)" een wereldwijde hit werd. In de jaren daarop volgden onder meer "Diving", "Let it Rain", "Summer Sun" en "Turn it Around", die allen de hitlijsten behaalden in met name Nederland, Groot-Brittannië en Duitsland. In 2004 deden de geruchten de ronde dat Van Hemert de groep zou verlaten, omdat er enkele nummers zouden zijn uitgebracht waarop zij niet te horen was. Hoewel Carlo Resoort de geruchten ontkende, verliet van Hemert de groep in 2005. Later werd ontdekt dat de echte zang werd verzorgd door Susanne Teutenberg, een Duitse studiozangeres. Van Hemert verscheen in muziekvideo's waarin ze zang nabootste op een afspeelzangstem. De single "Sunrise" is de laatste waarop Teutenberg onder de naam Van Hemert te horen is. Daarna is er op muzikaal gebied niets meer van haar vernomen. In 2018 werd Van Hemert gevolgd voor het programma Ik Vertrek waarin zij samen met haar man en twee kinderen emigreert naar Oostenrijk om daar een pension te runnen. Zij wonen daar momenteel nog steeds.